# 植大站
植大站（日语：／ Uedai eki */?）是一個位於日本愛知縣知多郡阿久比町植大，屬於名古屋鐵道（名鐵）河和線的鐵路車站。車站編號為KC09。

## 車站構造

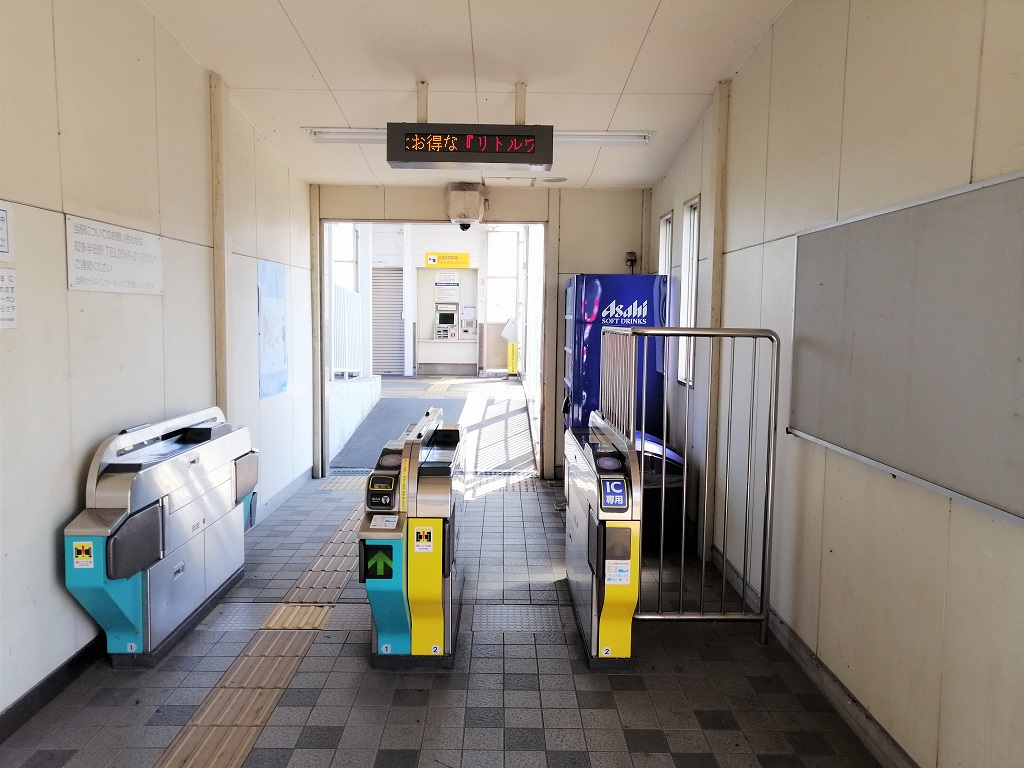
驗票口(2021年9月)

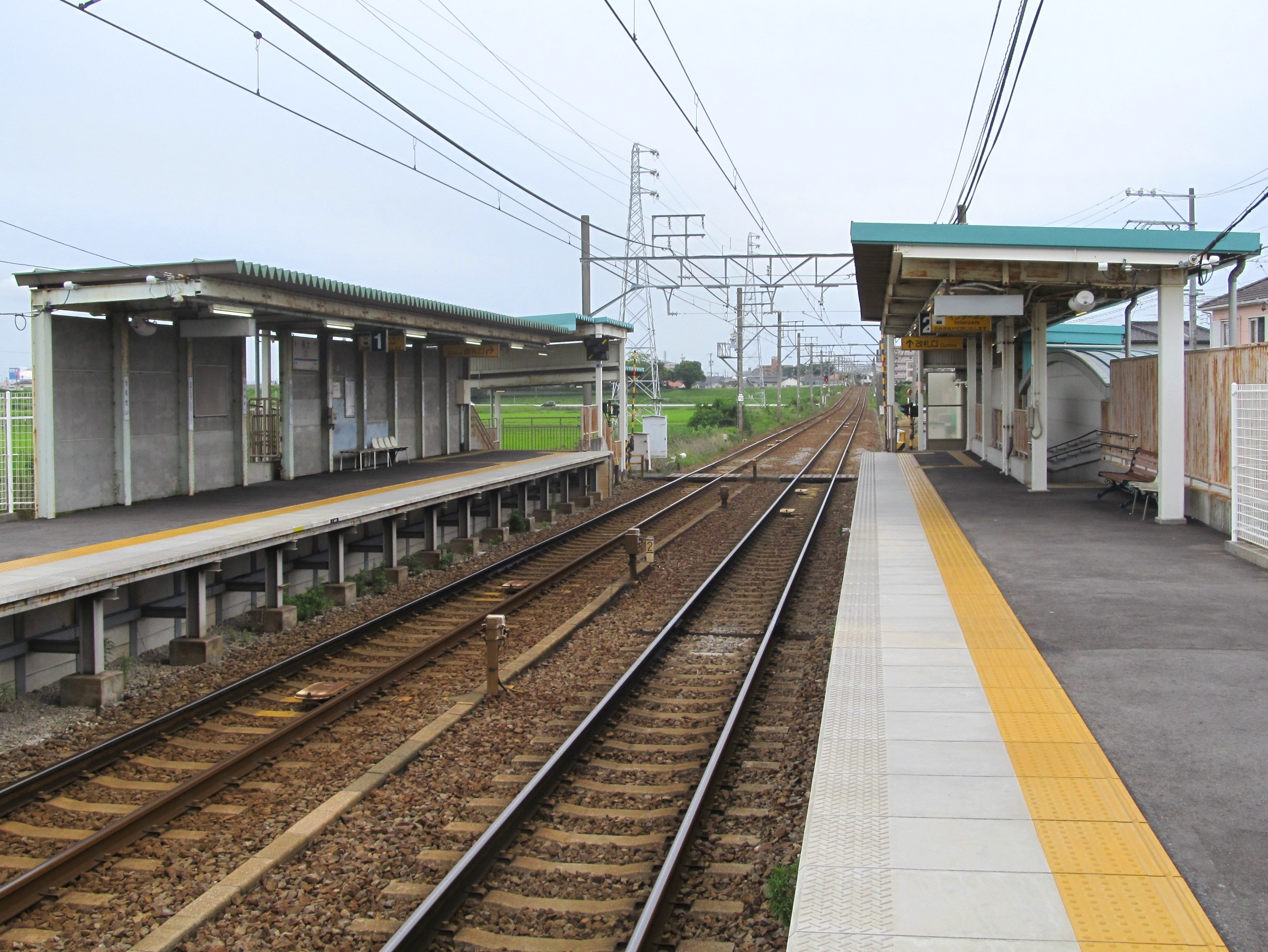
月台(2018年6月)

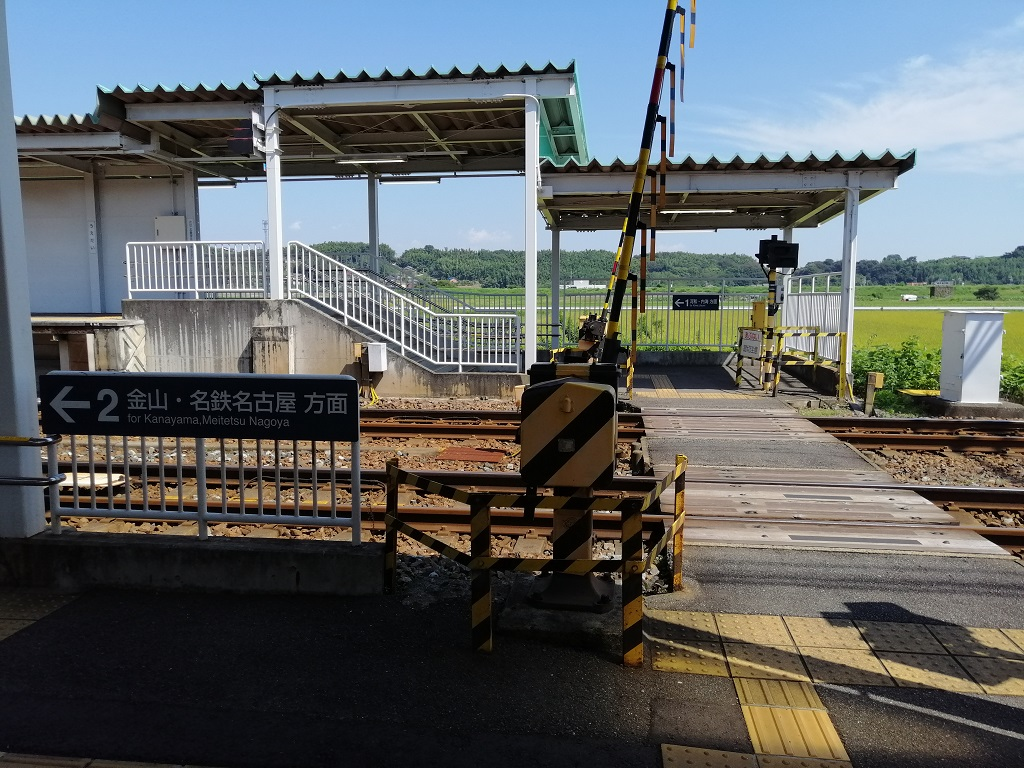
平交道（2021年9月）

相對式月台2面2線的地面車站，月台可容納6卡車廂。
| 月台 | 路線   | 上下行 | 方向                   |
| ---- | ------ | ------ | ---------------------- |
| 1    | 河和線 | 下行   | 河和、內海方向         |
| 2    | 河和線 | 上行   | 太田川、名鐵名古屋方向 |

### 配線圖
| ← 太田川、 名古屋方向 | 植大站 站內配線略圖 | → 知多半田、 河和方向 |
| 图例 参考文献：       |                     |                       |

## 相鄰車站
名古屋鐵道
 河和線
■特急、□快速急行、■急行、■準急
通過
■普通
阿久比（KC08）－植大（KC09）－半田口（KC10）

## 外部連結
- 植大 - 名古屋鐵道